# مشاري القرني
مشاري القرني لاعب كرة قدم سعودي ، يلعب في خط الوسط في نادي عرعر.

## مسيرة اللاعب
مثل النادي الأهلي في الفئات السنية و لعب بعدها مع نادي جدة ونادي الكوكب ونادي أحد ونادي هجر ونادي نجران ونادي عرعر.